# Markim och Orkesta
Markim och Orkesta är ett kulturlandskap i Vallentuna kommun, Uppland som omfattar Markims socken och Orkesta socken. Området har varit befolkat från bronsåldern och framåt och här finns en stor mängd förhistoriska och historiska lämningar. Bland annat finns i byn Granby i Orkesta Upplands längsta runristning.

## Markims kyrka
Ursprungliga kyrkan uppfördes i romansk stil omkring år 1200 och har ett rektangulärt långhus och ett smalare absidkor. På kyrkogårdens norrsida står en runsten.

## Orkesta kyrka
Kyrkan är byggd av gråsten med långhus och ett smalare absidförsett kor. Kyrkans äldsta del är östra delen av långhuset med absidkoret som uppfördes under slutet av 1100-talet. Enligt en tradition var det här Gustav Vasa föddes. Intill kyrkan står runstenen Orkestastenen.

## Diskussioner om världsarv
Kulturlandskapet sattes 1995 upp på Sveriges tentativa världsarvslista. Tanken var att Markim och Orkesta senare skulle kunna bli uppsatt på världsarvslistan, under kriterium 'v' och som kulturlandskap.
Vid uppdaterandet av den tentativa listan i februari 2011 ströks dock kulturlandskapet Markim och Orkesta som kandidat med motivering enligt riksantikvarieämbetet att lokalt intresse saknades.